# Berge des ewigen Lichts
Als Berge des ewigen Lichts haben frühere Selenografen und Selenodäten jene Mondberge bzw. hohen Kraterränder in der Nähe des Mondnordpols und Südpols bezeichnet, deren Spitzen sich fast immer im Sonnenlicht befinden.
Beim Südpol sind sie teilweise mit den Leibniz-Bergen identisch, doch zählen auch einige entferntere Bergketten „hinter“ den großen Kratern Manzinus und Moretus dazu. Beim Nordpol sind es Kraterränder und Gipfel im Bereich der Mondkrater Byrd, Peary, Nansen und Hermite.
Auffällig sind die Berge des ewigen Lichts vor allem bei schmaler Mondsichel, wo sie bereits in kleinen Fernrohren als helle Punkte jenseits der Schattengrenze (Terminator) erscheinen, sich also von der noch dunklen Umgebung deutlich abheben.
Mit mittelgroßen Teleskopen (etwa ab dem Achtzöller) sind bereits einzelne Kraterrand- bzw. Berggipfel auszumachen.
In diesen Regionen planen Astronomen seit einiger Zeit ein von irdischem Streulicht und Funkverkehr unbehelligtes Observatorium zu errichten. Am günstigsten wäre es am Rande der Mondrückseite, doch müsste dann die Telemetrie über Mondsatelliten erfolgen. Als Energiequelle bietet sich die Solarenergie an.
Die Täler zwischen den seitlich beschienenen Höhen liegen andauernd im Schatten, was ebenfalls interessante Aufschlüsse verspricht. Zwischen 1996 und 1999 konnten Radar- und Spektrometer-Messungen der Mondsonden Clementine und Lunar Prospector die Existenz von Wassereis auf beiden Polen nachweisen. Vermutlich ist das Eis im Regolith der Mondoberfläche enthalten, könnte aber auch in etwa 50 cm Tiefe kleine Eislinsen bilden. Beide Möglichkeiten wären für die Raumfahrt von großem Interesse.